# Catedral de Pescia

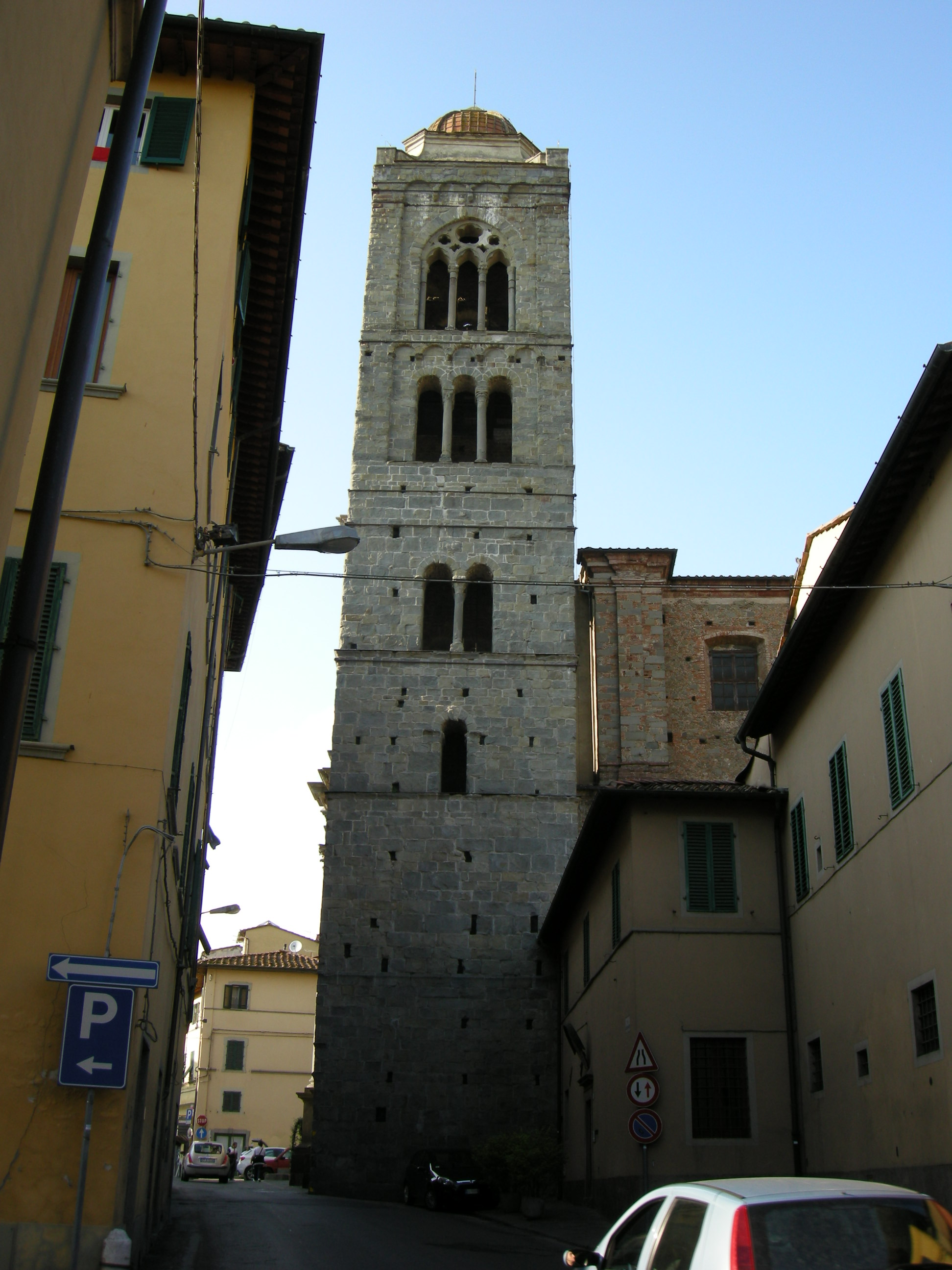
el campanario

La catedral de María Santissima Assunta in Cielo y San Giovanni Battista es el principal lugar de culto católico en Pescia, iglesia madre de la diócesis del mismo nombre y principal edificio religioso de la ciudad, por lo que también se llama "duomo".

## Historia
La iglesia, que probablemente data de los siglos V-VI, ha sido reconstruida varias veces. Recordada por primera vez como iglesia parroquial bautismal en un documento del año 857, fue consagrada en 1062 por el Papa Alejandro II, que según la tradición, antes de ser obispo de Lucca, fue párroco de Pescia. Totalmente reconstruida tras el incendio de la ciudad en 1281, conserva algunos testimonios que datan del siglo XIII. De esta época datan las huellas del muro del lado izquierdo y los restos del ambón reconvertido en atril.Las formas actuales se remontan a 1684 cuando, según un proyecto de Antonio Maria Ferri, la iglesia fue completamente reconstruida tras el derrumbe de la cúpula, que había destruido gran parte del edificio medieval. La planta original de cruz latina fue sustituida así por una estructura de una sola nave con capillas laterales en el presbiterio y rematada por una cúpula. En los años 2018-2019, con motivo del 500 aniversario de la fundación de la Diócesis de Pescia, el templo sufrió una restauración conservadora general, que afectó especialmente a la nave, la cúpula y el presbiterio. Este último fue objeto de adaptación litúrgica; Una comisión compuesta por 44 expertos, entre ellos el teólogo Severino Dianich, eligió el proyecto del arquitecto Fabrizio Rossi Prodi, que suponía la creación de un nuevo altar, una nueva silla y un ambón que combina los restos del púlpito medieval ya conservados allí. con elementos modernos.
El campanario, que se cree que es una antigua torre de las murallas de la ciudad, fue modificado parcialmente en 1306 mediante la inserción de ventanas de lancetas simples, dobles y triples. Originalmente tenía un techo en aguja, reemplazado por la actual cúpula en 1771, diseñada por el obispo Donato Maria Arcangeli.

## Descripción

### Fachada
La fachada, que quedó inacabada hasta finales del siglo XIX, fue realizada por Giuseppe Castellucci según módulos de inspiración neoclásica y se completó en 1933 con la inserción de un suntuoso portal de mármol. Adosado al campanario gótico, está dividido en dos bandas superpuestas por una cornisa sostenida por pilastras y semicolumnas corintias. La banda superior tiene, en el centro, una gran ventana en arco, con balaustrada, y está rematada por el elaborado frontón.

### Interno
El interior, con cubierta abovedada, se caracteriza por elementos de piedra que destacan sobre el color crema del yeso. A los lados de la entrada hay dos pilas de mármol blanco (1504-1505).

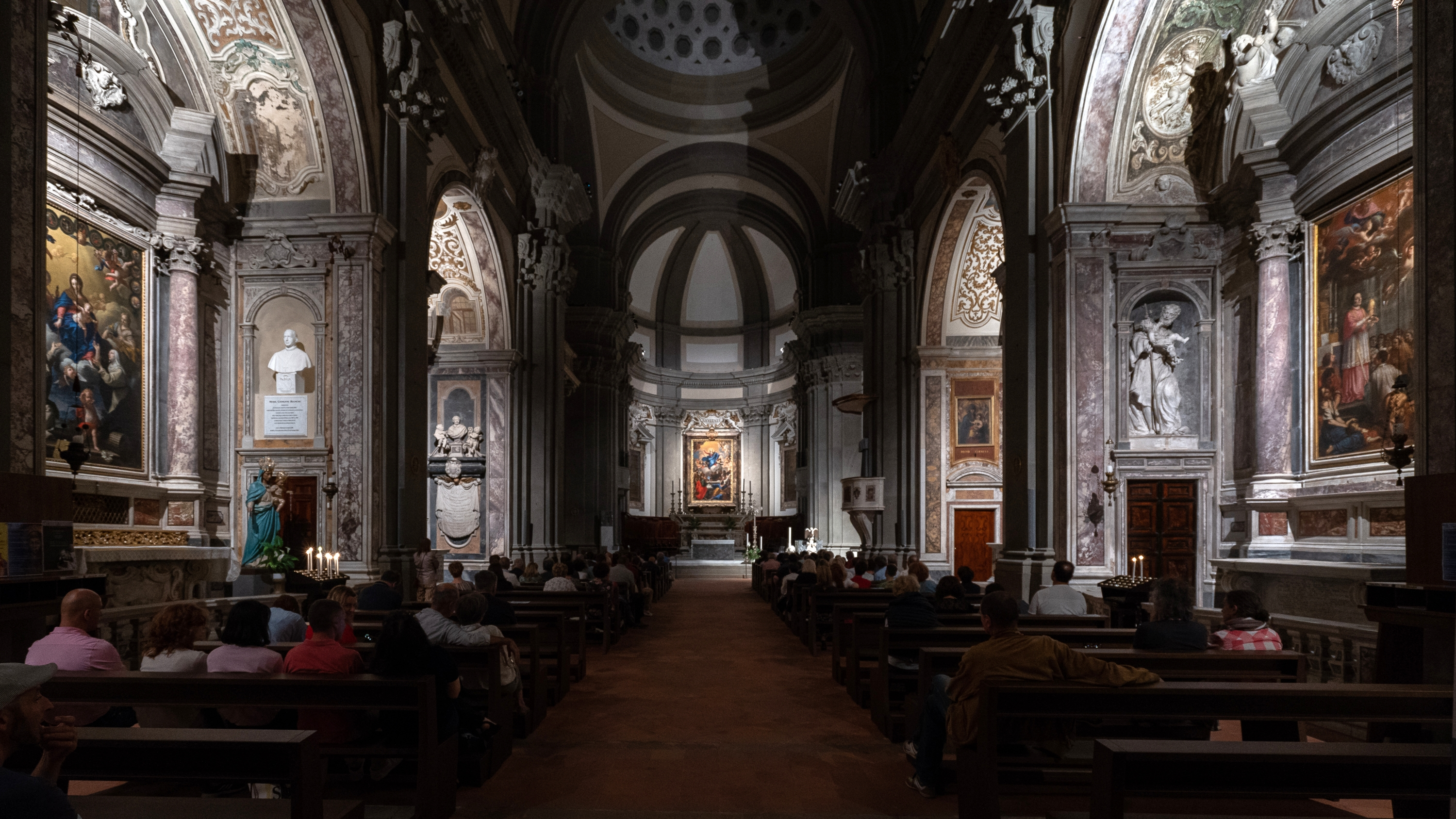
el interior

En la primera capilla de la derecha se conserva en el altar la capilla Raffaelli, la Virgen y los santos de Luigi Norfini (1852). En la capilla cercana, bajo el patrocinio de la familia Flori, se encuentra un San Carlos comunicando a los apestados, obra de Pietro Donzelli (finales del siglo XVII). En las hornacinas, dos esculturas en yeso: San José con el Niño a la derecha y San Jerónimo a la izquierda, atribuidas a Sebastiano Piccini y Quirico Coli (finales del siglo XVII).
Abajo, la capilla Forti conserva un valioso cuadro del siglo XVIII, la Natividad de la Virgen de Giuseppe Bottani. La bóveda, con un fresco del siglo XIX, está decorada con mármol.

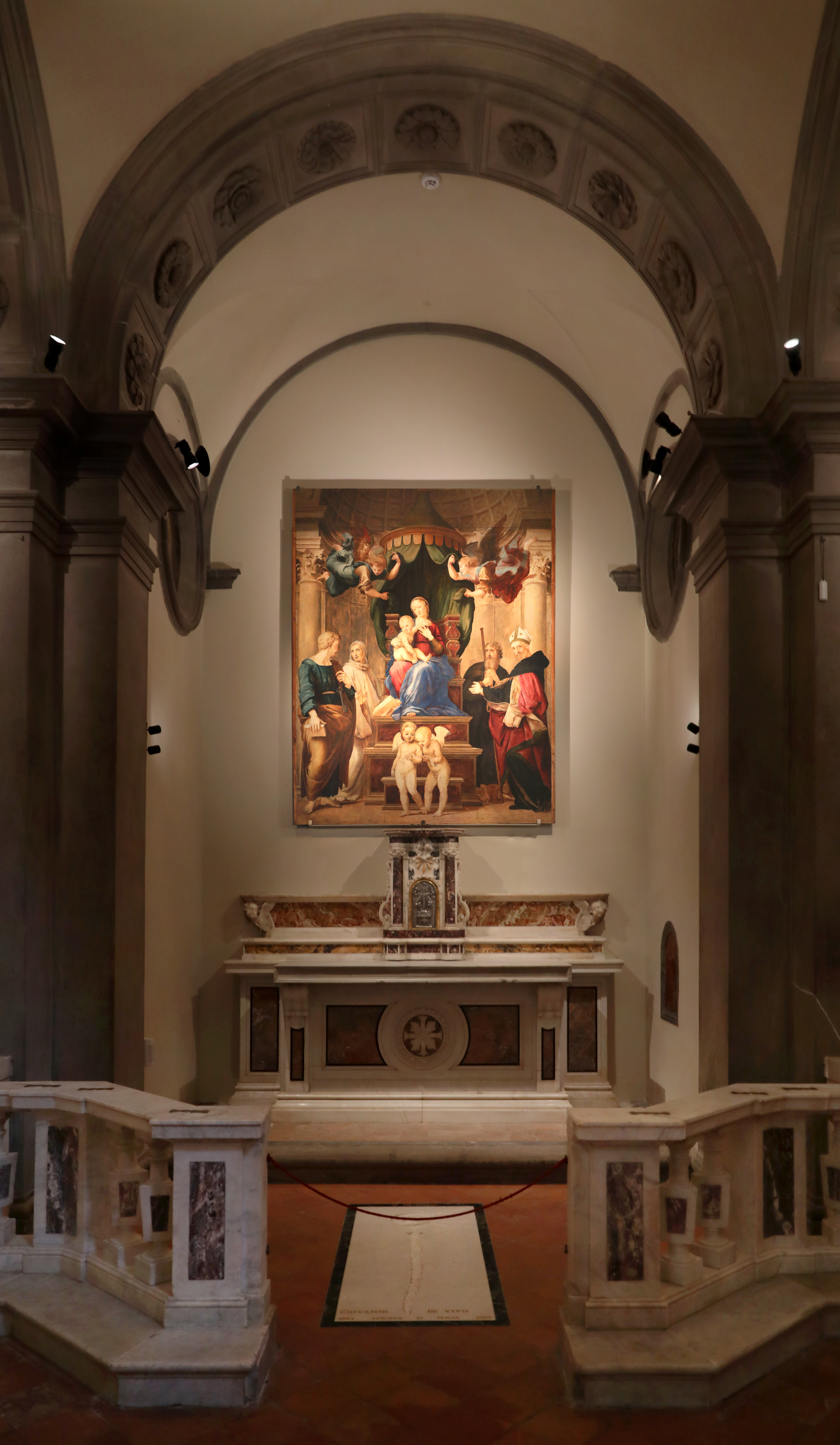
La capilla de Turini durante la exposición temporal del original de Rafael de la Madonna del Baldacchino (2023)

Continuando a la derecha se puede ver la gran capilla de Turini, de estilo renacentista. El altar del Santísimo Sacramento alberga la tabla de la Virgen del Baldaquino de Pier Dandini, copia del original de Rafael que estuvo allí hasta 1697 y que desde entonces pasó a formar parte de la colección del Gran Príncipe Fernando de Médicis.
En el suelo de la capilla se encuentra la demacrada tumba de monseñor Angelo Simonetti, obispo de Pescia de 1908 a 1950. Al lado, se encuentra el mausoleo de Monseñor Baldassarre Turini, datador de los Papas León.
El altar mayor del siglo XVII es obra de Giuseppe Vaccà y fue financiado por el famoso cantante de ópera Giovanni Francesco Grossi conocido como Siface, natural de Chiesina Uzzanese . El gran panel situado en el centro del ábside, que representa  Asunción de la Virgen, es de Luigi Garzi  El mobiliario del presbiterio fue realizado en los años 2018-2019 y consta de una mesa de mármol blanco con adornos metálicos, una silla también de mármol blanco y un ambón que incorpora los restos del púlpito del siglo XIII.
En la sacristía hay un retablo con la Vocación de los Santos Pedro y Andrés de Pompeo Caccini, de 1611, claramente ejemplificado sobre el mismo tema pintado por Cigoli en 1607, hoy en la Galería Palatina de Florencia. 
En el lado izquierdo de la iglesia, la capilla Cecchi, dedicada a San Lorenzo, está decorada con un lienzo de Anton Domenico Gabbiani. Al lado, la capilla del Santísimo Rosario guarda un lienzo de Antonio Franchi de Villa Basílica.
La última capilla, originalmente sede del baptisterio, fue dedicada a San Allucio de Campugliano en 1934, con motivo del 800 aniversario de su muerte. Sobre el altar se colocaron los restos del santo, que desde 1791 se guardaban en el cercano altar del Santísimo Rosario, y se creó un cuadro del pintor Barsotti, posteriormente sustituido por un lienzo de Romano Stefanelli (1985), alumno de Peter Annigoni . Con los amplios trabajos de restauración que afectaron a todo el templo en los años 2018-2019, se restauró el baptisterio en la capilla, reubicando la pila bautismal del pozo, de estilo florentino de principios del siglo XVII, y la pintura sobre lienzo que representa el Bautismo. de Jesús por Alessandro Bardelli, que había sido trasladado a la capilla adyacente, antigua sede de la Compañía. Esta última fue luego reconvertida en capilla dedicada a San Alucio, cuyos restos mortales fueron colocados cerca del altar.
En el coro alto, cerca de la pared izquierda de la cruz, se encuentra el órgano de tubos, construido por Cesare Marini en 1700 y restaurado y ampliado por Filippo Tronci en 1884 con la obra número 1066. Con transmisión mecánica e intacto en su configuración decimonónica, cuenta con 39 registros; Su consola es estilo ventana, con un solo teclado y pedalera.

### Tríptico Della Robbia

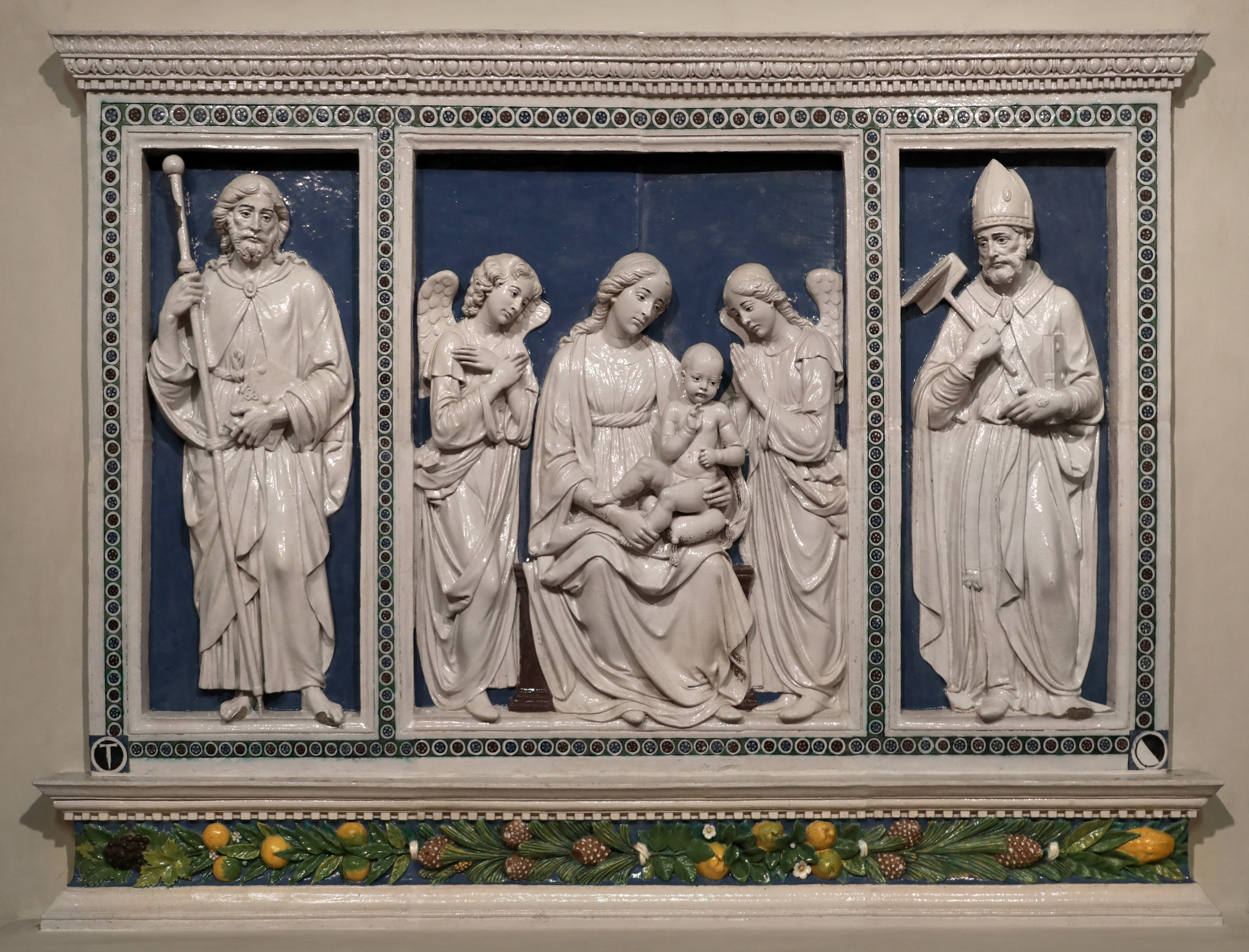
Luca y Andrea della Robbia, Virgen y el Niño con ángeles y santos, alrededor de 1456-60, de la iglesia destruida de San Biagio

En el crucero izquierdo, desde diciembre de 2020, tras una restauración, se coloca el retablo Virgen con el Niño entre los santos Jacopo y Biagio de Luca y Andrea della Robbia. El tríptico estaba originalmente ubicado en la pequeña iglesia de San Biagio, suprimida en 1784  que estaba ubicada en Piazza Grande en Pescia y luego trasladada a la sacristía episcopal donde fue encontrada destrozada en 1847 y reensamblada. Tras una restauración se colocó en su ubicación actual.